# Rafał Górski
Rafał Górski (22. září 1973 Krakov – 4. července 2010 Krakov) byl polský historik, spisovatel, anarchista a odborový aktivista. Górski byl autorem mnohých knih a pamfletů na témata samosprávy a spolupráce. Byl jedním z nejdůležitějších představitelů současného polského anarchistického hnutí.

## Dílo
- ABC anarchosyndykalizmu. Mielec: Wydawnictwo „Inny Świat”, 1999.[společně s Michałem Przyborowskim]
- Demokracja uczestnicząca w samorządzie lokalnym. Poznań: Wydawnictwo Poznańskiej Biblioteki Anarchistycznej, 2003. ISBN 8391951901.
- Przewodnik po demokracji uczestniczącej (partycypacyjnej). Poznań, Krakov : Oficyna Wydawnicza Bractwa "Trojka", 2005. ISBN 83-922180-0-0.
- Bez państwa: demokracja uczestnicząca w działaniu. Kraków: Korporacja Ha!art, 2007. ISBN 978-83-89911-76-6.
- Historia i teraźniejszość samorządności pracowniczej w Polsce. Poznań: Oficyna Bractwa „Trojka”, 2007. ISBN 9788373967649.
- Polscy zamachowcy. Droga do wolności. Krakov: Egis Libron, 2008. ISBN 9788373967649.